# Pumpwerk Arkemheen

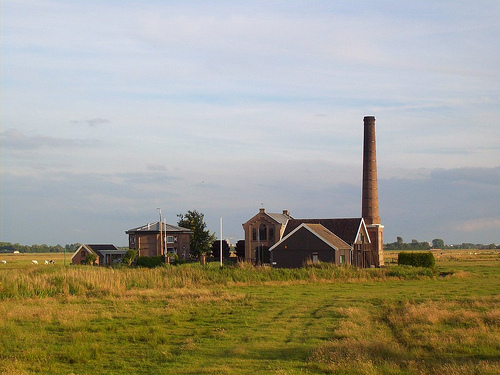
Pumpwerk Arkemheen

Das Pumpwerk Arkemheen (niederländisch Stoomgemaal Arkemheen, früher auch: Stoomgemaal Hertog Reijnout) befindet sich im Polder Arkemheen bei Nijkerk in der niederländischen Provinz Gelderland und ist ein Kulturdenkmal.

## Beschreibung
Bis 1863 konnte der Polder auf natürliche Weise in die ehemalige Zuiderzee entwässern. Im Jahr 1863 wurde für die Entwässerung eine Windmühle Hertog Reijnout gebaut. Das Dampfpumpwerk wurde 1883 gebaut, um eine Fläche von etwa 3 000 ha zu entwässern. Die Dampfmaschine wurde 1882 von der Firma Backer & Rueb (Breda) hergestellt. Die Windmühle verlor ihre Funktion und wurde zu einem Wohnhaus für den Betreiber des Dampfpumpwerks umgebaut. Der Kessel stammt aus dem Jahr 1908 und wurde von der Firma Stork gebaut. Das Dampfpumpwerk war bis 1983 in Betrieb, als ein elektrisches Pumpwerk den Betrieb übernahm. Das Dampfpumpwerk Hertog Reijnout ist ein Schöpfradpumpwerk. Im Jahr 1985 wurde das Dampfpumpwerk restauriert, wobei der Schornstein komplett erneuert wurde. Seitdem ist es regelmäßig für die Öffentlichkeit zugänglich. Etwa 12 Tage im Jahr wird das Pumpwerk unter Dampf gesetzt. In den Jahren 1996, 1998, 2010 und 2012 war das Pumpwerk ebenfalls in Betrieb, weil das elektrische Pumpwerk allein nicht ausreichte. Im Jahr 2007 wurde das Pumpwerk mit einem neuen Dampfkessel ausgestattet. Das Pumpwerk ist als nationales Denkmal anerkannt, unter anderem, weil es laut dem Rijksdienst voor het Cultureel Erfgoed ein „einwandfreier, vollständiger und sehr schöner Teil des Ensembles aus der Blütezeit des Schöpfradpumpwerks“ ist.
Im alten Kohleschuppen neben dem Pumpwerk wurde das Besucherzentrum Arkemheen eingerichtet, in dem viele Informationen über den Polder Arkemheen und das Natura 2000-Gebiet Arkemheen zu finden sind.

## Technische Daten
- Baujahr: 1883
- Die Dampfmaschine hat einen horizontalen, doppelt wirkenden Zylinder mit einem Kolbenhub von 96 cm und eine Drehzahl von 50 Umdrehungen pro Minute.
- Der Betriebsdruck beträgt 2,5 bar.
- Das Schwungrad wiegt 7000 kg.
- Hersteller der Dampfmaschine: Backer & Rueb (Breda)
- Leistung: 110 PS
- Kondensator: Einspritzung und Vakuumpumpe
- Inhalt Dampfkessel: 8000 Liter
- Leistung Dampfkessel: 1200 kg Dampf pro Stunde
- Länge Dampfkessel: 4,70 m
- Durchmesser Dampfkessel: 1,80 m
- Anzahl der Rauchrohre: 78
- Sicherheitsventile: 2
- Antrieb durch Gusseisenräder mit Buchenholzzähnen
- Durchmesser Zahnrad: 5,20 m
- Wasserverdrängung durch die beiden Schaufelräder: 260 m³ pro Minute
- Umdrehungen des Schaufelrads: 5 5/9 pro Minute
- Durchmesser Schaufelrad: 7 m
- Breite des Schaufelrads: 1,63 cm
- Anzahl der Blätter pro Schaufelrad: 22
- Schöpfhöhe: 70 cm im Durchschnitt und 110 cm im Höchstfall
- Schornsteinhöhe: 28 m; Durchmesser Basis: 4 m; Durchmesser Spitze: 1,5 m
- Zu entwässernde Fläche: ca. 3000 ha.

## Abbildungen

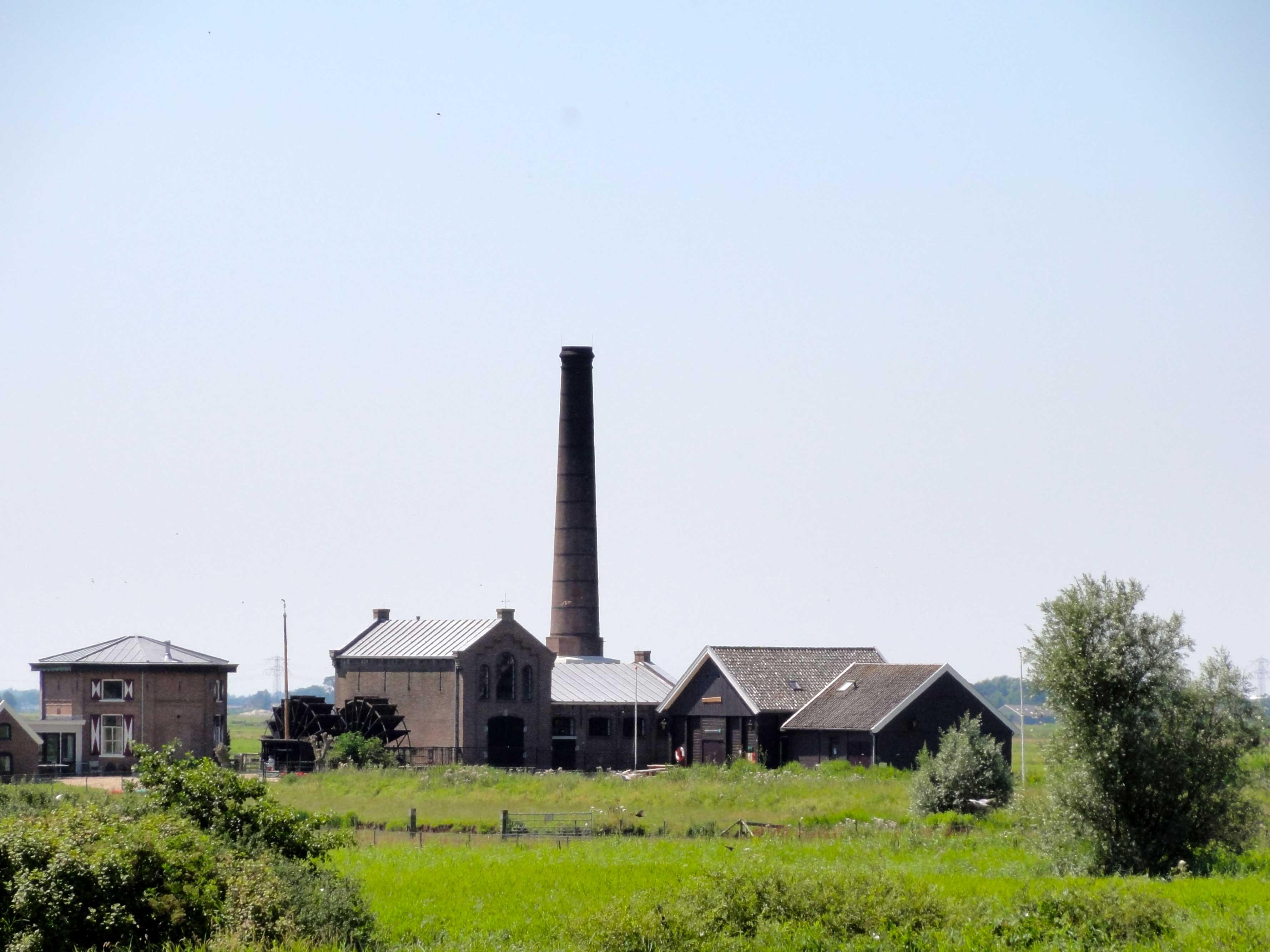
Schöpfwerk Hertog Reijnout
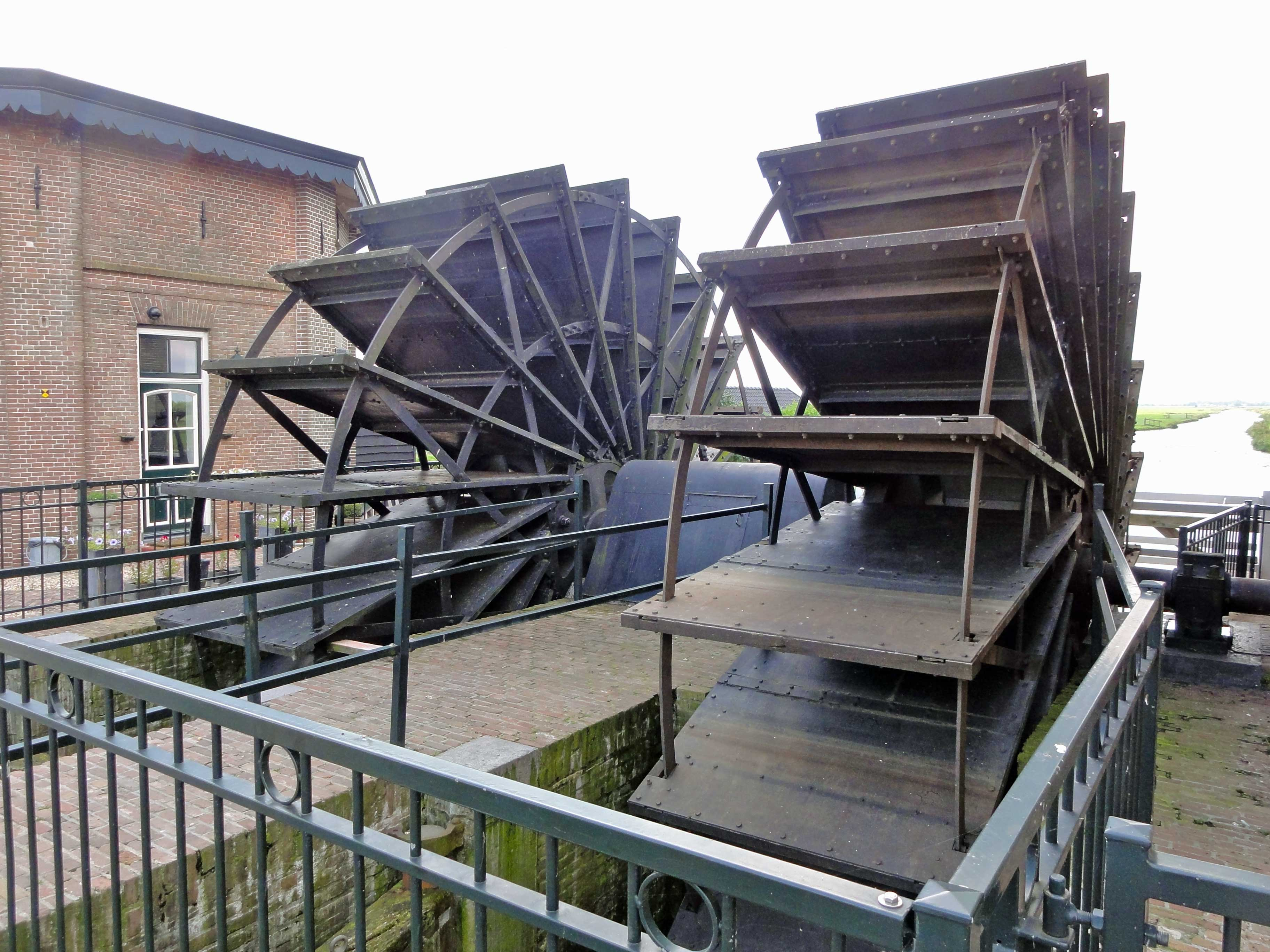
Schaufelräder
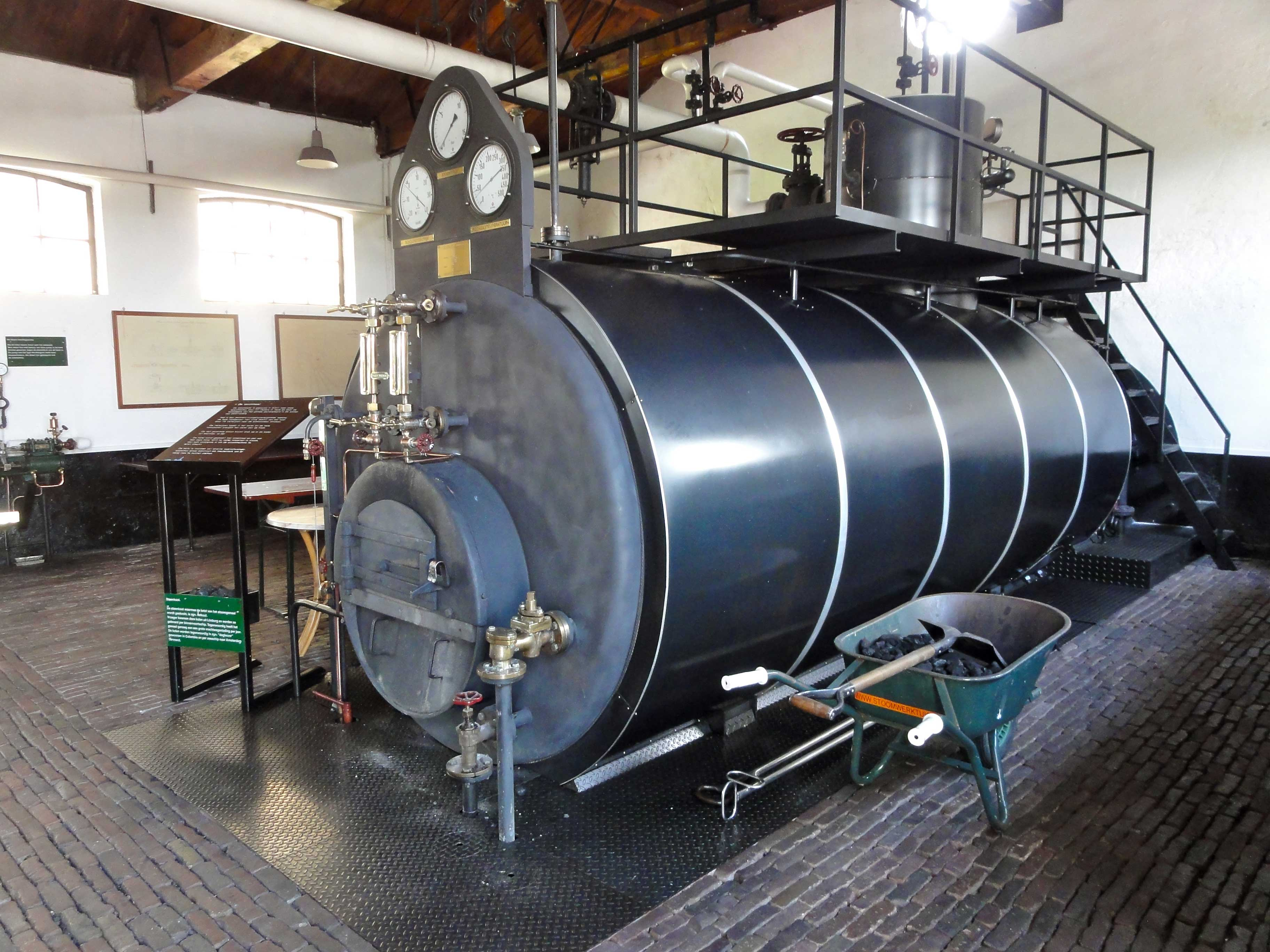
Dampfkessel
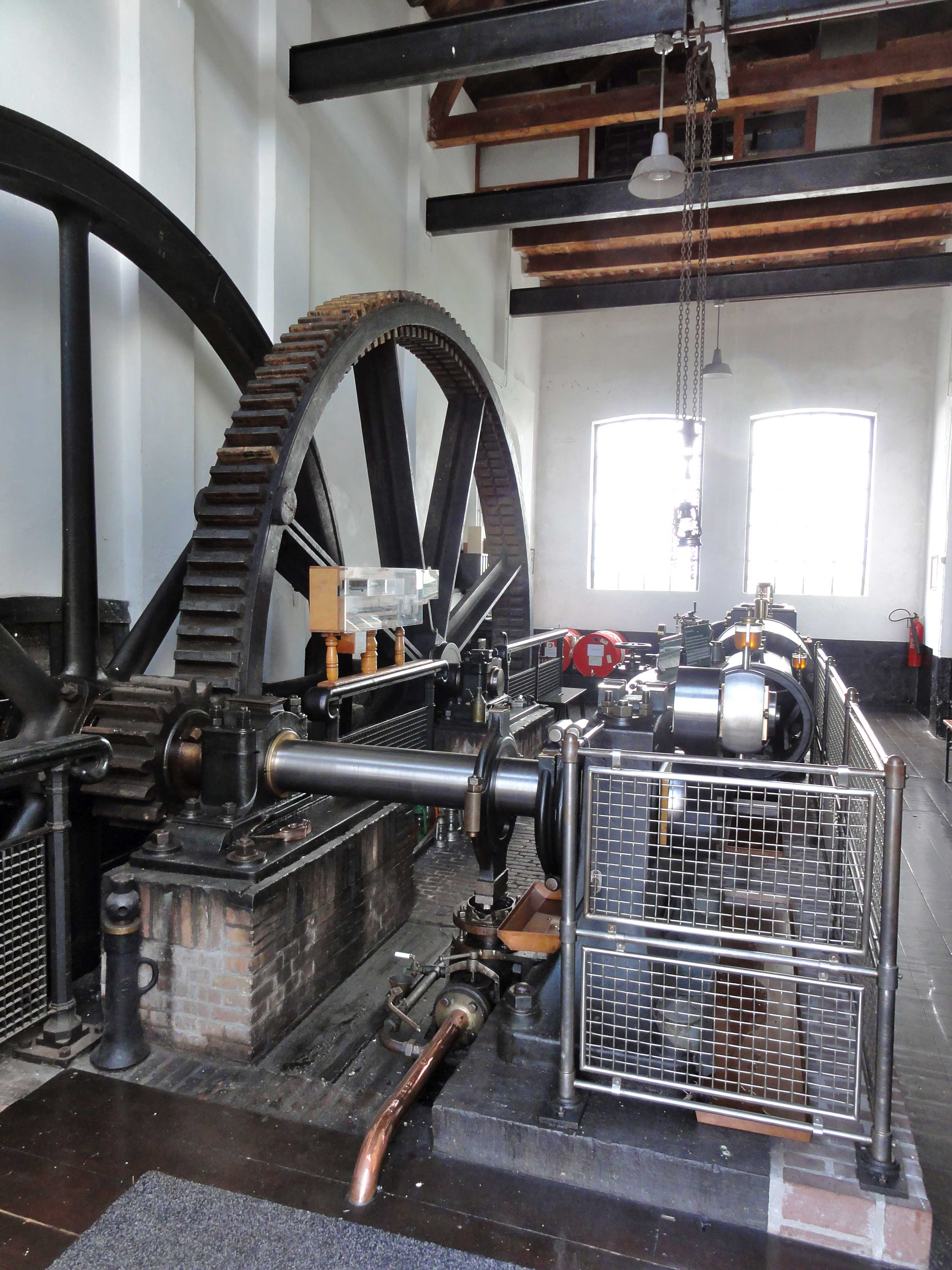
Maschinenraum

## Trivia
In den Folgen der Sendung Sinterklaasjournaal von 2010 wurde das Dampfpumpwerk als Pfeffernussfabrik in Harderwijk verwendet (wo in jenem Jahr der nationale Wettbewerb stattgefunden hatte). Hier wurden nur für die Außenansichten aufgenommen; die Innenaufnahmen wurden in der Pfeffernussfabrik in Harderwijk gemacht. 